# Liste der Kulturdenkmale in Zaschendorf (Meißen)
In der Liste der Kulturdenkmale in Zaschendorf sind die Kulturdenkmale der im Osten der Stadt Meißen am rechten Ufer der Elbe gelegenen Gemarkung Zaschendorf verzeichnet, die bis Februar 2021 vom Landesamt für Denkmalpflege Sachsen erfasst wurden (ohne archäologische Kulturdenkmale). Die Anmerkungen sind zu beachten.
Diese Aufzählung ist eine Teilmenge der Liste der Kulturdenkmale in Meißen.

## Liste der Kulturdenkmale in Zaschendorf
| Bild                                    | Bezeichnung                                                                                            | Lage                                             | Datierung | Beschreibung | ID       |
| --------------------------------------- | --- | ------------------------------------------------ | --- | --- | -------- |
| Direkt Bild zu diesem Denkmal hochladen | Wohnstallhaus, Stallgebäude und Torpfeiler mit Vasen eines Vierseithofes                               | Altzaschendorf 12 (Karte)                        | Bezeichnet mit 1802 (Wohnstallhaus); Ende 19. Jahrhundert (Seitengebäude und Toreinfahrt)                                        | Baugeschichtlich, sozialgeschichtlich und städtebaulich von Bedeutung, Zeugnis bäuerlicher Lebensweise vergangener Zeiten, Wohnstallhaus verputzter Fachwerkbau                                | 09266145 |
| Direkt Bild zu diesem Denkmal hochladen | Wohnstallhaus, Stallgebäude und Einfriedung eines Bauernhofes                                          | Altzaschendorf 17 (Karte)                        | Bezeichnet mit 1831 (Wohnstallhaus); Mitte 19. Jahrhundert (Seitengebäude); Ende 19. Jahrhundert (Einfriedung)                   | Fachwerkbau, sozialgeschichtlich und baugeschichtlich von Bedeutung | 09266147 |
| Weitere Bilder                          | Kirche (Apostelamt Jesu Christi) und Einfriedung des Grundstückes                                      | Heinrich-Heine-Straße 8b (Karte)                 | Ende 19. Jahrhundert | Städtebaulich, künstlerisch und baugeschichtlich von Bedeutung, ein späthistoristischer Bau mit Anklängen an die Backsteingotik                                                                | 09266165 |
| Weitere Bilder                          | Doppelmietshaus                                                                                        | Heinrich-Heine-Straße 14, 16 (Karte)             | Um 1905 | Baugeschichtlich von Bedeutung, schlichter gründerzeitlicher Putzbau mit Klinkergliederung | 09266156 |
| Weitere Bilder                          | Vier Kasernengebäude mit Einfriedung                                                                   | Heinrich-Heine-Straße 23a, 23b, 23c, 23d (Karte) | 1912–1914 | Militärhistorisch, ortshistorisch, künstlerisch und baugeschichtlich von Bedeutung, aufwendig gestaltete Bauten im Reformstil nach 1900. Sitz des Finanzamtes Meißen.                          | 09266144 |
| Weitere Bilder                          | Villa mit parkähnlichem Garten                                                                         | Heinrich-Heine-Straße 26 (Karte)                 | Nach 1900 | Künstlerisch, baugeschichtlich und ortsgeschichtlich von Bedeutung, ein Bau des Späthistorismus, mit Fachwerkelementen                                                                         | 09266160 |
| Weitere Bilder                          | Villa mit Einfriedung                                                                                  | Heinrich-Heine-Straße 38 (Karte)                 | Nach 1900 | Städtebaulich und baugeschichtlich von Bedeutung, ein Bau im Landhausstil (Holzveranda, Fachwerkgiebel)                                                                                        | 09266139 |
| Weitere Bilder                          | Villa mit Einfriedung                                                                                  | Heinrich-Heine-Straße 40 (Karte)                 | Nach 1900 | Städtebaulich und baugeschichtlich von Bedeutung, ein Bau im Landhausstil (Holzveranda, Fachwerkgiebel)                                                                                        | 09266140 |
| Weitere Bilder                          | Villa mit Einfriedung                                                                                  | Heinrich-Heine-Straße 42 (Karte)                 | Nach 1900 | Städtebaulich und baugeschichtlich von Bedeutung, ein Bau im Landhausstil (Holzveranda, Fachwerkgiebel)                                                                                        | 09266141 |
| Weitere Bilder                          | Villa mit Einfriedung                                                                                  | Heinrich-Heine-Straße 44 (Karte)                 | Nach 1900 | Städtebaulich und baugeschichtlich von Bedeutung, ein Bau im Landhausstil (Holzveranda, Fachwerkgiebel)                                                                                        | 09266142 |
| Weitere Bilder                          | Villa mit Einfriedung                                                                                  | Heinrich-Heine-Straße 46 (Karte)                 | Nach 1900 | Städtebaulich und baugeschichtlich von Bedeutung, ein Bau im Landhausstil (Holzveranda, Fachwerkgiebel)                                                                                        | 09266143 |
| Weitere Bilder                          | Gasthof „Jägerhof“                                                                                     | Heinrich-Heine-Straße 47 (Karte)                 | Ende 18. Jahrhundert | Bau- und ortsgeschichtlich von Bedeutung | 09266153 |
| Weitere Bilder                          | Alte Schmiede                                                                                          | Heinrich-Heine-Straße 52 (Karte)                 | Bezeichnet mit 1759 | Bau- und ortsgeschichtlich von Bedeutung | 09266152 |
| Weitere Bilder                          | Villa mit Einfriedung und parkähnlichem Garten                                                         | Max-Kamprath-Straße 5 (Karte)                    | 1900 | Baugeschichtlich von Bedeutung, Villa der Gründerzeit im Schweizerstil | 09266155 |
| Weitere Bilder                          | Mietvilla mit Einfriedung                                                                              | Max-Kamprath-Straße 19 (Karte)                   | Nach 1900 | Baugeschichtlich von Bedeutung, eine Gründerzeitvilla mit Fachwerkturm und zweigeschossiger Holzveranda                                                                                        | 09266281 |
| Direkt Bild zu diesem Denkmal hochladen | Dreiseithof mit Wohnstallhaus, Scheune, Seitengebäude und Torpfeiler                                   | Neuzaschendorf 1 (Karte)                         | Um 1770 (Wohnstallhaus); bezeichnet mit 1849 (Seitengebäude); 1863 (Scheune)                                                     | Sozial- und baugeschichtlich von Bedeutung, Zeugnis bäuerlicher Lebens- und Arbeitsweise vergangener Zeiten                                                                                    | 09266151 |
| Direkt Bild zu diesem Denkmal hochladen | Bauernhaus und Scheune eines Dreiseithofes                                                             | Neuzaschendorf 5 (Karte)                         | Bezeichnet mit 1849 | Charakteristische ländliche Bauten aus der Mitte des 19. Jahrhunderts, sozial- und baugeschichtlich von Bedeutung, zudem Teil eines trotz mancher Veränderungen immer noch markanten Dorfkerns | 09300380 |
| Direkt Bild zu diesem Denkmal hochladen | Dreiseithof mit Wohnstallhaus, Seitengebäude und Torpfeilern                                           | Neuzaschendorf 9 (Karte)                         | Ehemals bezeichnet mit 1764 (Sockelstein an der Scheune); bezeichnet mit 1858 (Seitengebäude); bezeichnet mit 1860 (Toreinfahrt) | Sozial- und baugeschichtlich von Bedeutung, Wohnstallhaus Fachwerkbau, das massive Seitengebäude mit Kumthalle                                                                                 | 09266149 |
| Direkt Bild zu diesem Denkmal hochladen | Bauernhaus mit seitlich angebautem Wirtschaftsteil                                                     | Neuzaschendorf 10 (Karte)                        | Um 1700, spätere Erweiterungen                                                                                                   | Sozial- und baugeschichtlich von Bedeutung, ein Fachwerkbau | 09266150 |
| Direkt Bild zu diesem Denkmal hochladen | Dreiseithof mit Wohnstallhaus, Scheune, Seitengebäude, Toreinfahrt und einzeln stehendem Auszüglerhaus | Neuzaschendorf 11, 11a (Karte)                   | Bezeichnet mit 1741 und bezeichnet mit 1892 (Dreiseithof); 1741 (Auszugshaus); 1892 (Wohnstallhaus, Seitengebäude und Scheune)   | Zeugnis bäuerlicher Lebens- und Arbeitsweise vergangener Zeiten, das Auszüglerhaus in Fachwerkbauweise, sozialgeschichtlich und baugeschichtlich von Bedeutung                                 | 09266148 |
| Weitere Bilder                          | Wohnhaus mit Einfriedung                                                                               | Schanzenstraße 3 (Karte)                         | 1938 | Baugeschichtlich von Bedeutung, ein Holzhaus im Heimatstil | 09266159 |

## Tabellenlegende
- Bild: Bild des Kulturdenkmals, ggf. zusätzlich mit einem Link zu weiteren Fotos des Kulturdenkmals im Medienarchiv Wikimedia Commons. Wenn man auf das Kamerasymbol klickt, können Fotos zu Kulturdenkmalen aus dieser Liste hochgeladen werden:
- Bezeichnung: Denkmalgeschützte Objekte und ggf. Bauwerksname des Kulturdenkmals
- Lage: Straßenname und Hausnummer oder Flurstücknummer des Kulturdenkmals. Die Grundsortierung der Liste erfolgt nach dieser Adresse. Der Link (Karte) führt zu verschiedenen Kartendiensten mit der Position des Kulturdenkmals. Fehlt dieser Link, wurden die Koordinaten noch nicht eingetragen. Sind diese bekannt, können sie über ein Tool mit einer Kartenansicht einfach nachgetragen werden. In dieser Kartenansicht sind Kulturdenkmale ohne Koordinaten mit einem roten bzw. orangen Marker dargestellt und können durch Verschieben auf die richtige Position in der Karte mit Koordinaten versehen werden. Kulturdenkmale ohne Bild sind an einem blauen bzw. roten Marker erkennbar.
- Datierung: Baubeginn, Fertigstellung, Datum der Erstnennung oder grobe zeitliche Einordnung entsprechend des Eintrags in der sächsischen Denkmaldatenbank
- Beschreibung: Kurzcharakteristik des Kulturdenkmals entsprechend des Eintrags in der sächsischen Denkmaldatenbank, ggf. ergänzt durch die dort nur selten veröffentlichten Erfassungstexte oder zusätzliche Informationen
- ID: Vom Landesamt für Denkmalpflege Sachsen vergebene, das Kulturdenkmal eindeutig identifizierende Objekt-Nummer. Der Link führt zum PDF-Denkmaldokument des Landesamtes für Denkmalpflege Sachsen. Bei ehemaligen Kulturdenkmalen können die Objektnummern unbekannt sein und deshalb fehlen bzw. die Links von aus der Datenbank entfernten Objektnummern ins Leere führen. Ein ggf. vorhandenes Icon  führt zu den Angaben des Kulturdenkmals bei Wikidata.